# Жерлыкский сельсовет
Жерлыкский сельсовет - сельское поселение в Минусинском районе Красноярского края.
Административный центр — село Жерлык.

## Население
| 2010 | 2012 | 2013 | 2014 | 2015 | 2016 | 2017 |
| ---- | ---- | ---- | ---- | ---- | ---- | ---- |
| 957  | ↘935 | ↘920 | ↗930 | ↗946 | ↗955 | ↘928 |

## Состав сельского поселения
В состав сельского поселения входят 3 населённых пункта:
| № | Населённый пункт | Тип населённого пункта       | Население |
| - | ---------------- | ---------------------------- | --------- |
| 1 | Жерлык           | село, административный центр | 607       |
| 2 | Колмаково        | село                         | 347       |
| 3 | Майское Утро     | деревня                      | 3         |

## Местное самоуправление
Жерлыкский сельский Совет депутатов
Дата избрания: 14.03.2010. Срок полномочий: 5 лет. Количество депутатов:  10
Глава муниципального образования
- Коннов Михаил Поликарпович. Дата избрания: 14.03.2010. Срок полномочий: 5 лет